# 茨韦布吕肯机场
茨韦布吕肯机场（德語：Flughafen Zweibrücken）是德国的一座商用机场，位于莱茵兰-普法尔茨城市茨韦布吕肯东南约4公里处。该机场设有长度为2675米的起降跑道，并配备仪表着陆系统。由于地理障碍及进近灯光不足，仅满足第一類儀器降落系統的起降。同时，机场也拥有符合飞机发送能力的现代化安全设备和技术设施，并有一间独立的警察局和全新的航站楼在2007年4月初落成。
机场范围内及附近拥有大批企业，主要从事航空、IT、时尚休闲和折扣店等业务。滑翔机制造商兰格飞机公司的总部也设于此，它主要生产滑翔机的一系列电动辅助引擎。

## 地理位置及交通
茨韦布吕肯机场位于莱茵兰-普法尔茨州西部，毗邻法国边境（摩泽尔省）及萨尔州，距离茨韦布吕肯市中心约4公里、萨尔布吕肯40公里。公交运营商雷努斯·费里诺在机场设有每小时一班往返于茨韦布吕肯公交总站（ZOB Zweibrücken）和茨韦布吕肯火车总站的226号巴士，全程需时12分钟。从机场经茨韦布吕肯公交总站往返于洪堡火车总站的巴士班次则在周一至周六每小时开行一班，全程需时约40分钟。萨尔-普法尔茨巴士也在机场提供往返于萨尔布吕肯市内的199号直达巴士，它在周一至周六每日开行两班，周日开行一班，全程需时约45分钟。
自驾车可经由德国8号高速公路的“孔特维希/机场”（Contwig/Flughafen）出口抵达茨韦布吕肯机场。机场如今已与德国西南部的公路系统建立了便捷的连接，在此可以迅速接驳至前往法国（比奇方向）的700号国道。机场内部则设有1500个免费停车位。

## 历史
茨韦布吕肯机场原是一座军用机场，曾先后被法国、加拿大和美国军队所使用。它最早是作为茨韦布吕肯空军基地由法国空军于1951年始建，后在1952年交付加拿大皇家空军，并配备CF-100加人拦截机和F-86佩刀战斗机。此外，T-33教練機也在此驻扎。其后驻扎机型又全数替换为兼备侦查能力的超音速战斗轰炸机——F-104星式战斗机，为配合这款战机的起降要求，跑道从原有的2400米被延长至2900米。作为北约“快速反应警报”（Quick Reaction Alert）机制的一部分，这些战机还携带有核武器。因此有两架战机会常备于安全区域，核武器则受到美国和美国空军的严密监管。1971年，美国空军正式接管该机场，并驻扎了18架F-4幽靈II戰鬥機于此，自1984年起又增加18架肖特330。
在1991年美军撤出后，该机场被转为民用。但商业航班的运作从开始至今都非常艰难，因在这一结构薄弱的区域周边也拥有许多其它机场：其中最接近的有萨尔布吕肯机场（40公里）、卡尔斯鲁厄/巴登-巴登机场（105公里）、斯特拉斯堡国际机场（115公里）；稍远的则有法兰克福机场（170公里）、法兰克福-哈恩机场（130公里）、卢森堡－芬德尔国际机场（150公里）和曼海姆城市机场（140公里）。
由于拥有近3000米长的起降跑道，因此机场也有能力接纳大型飞机。机场在1990年代末期曾短暂开办飞往帕尔马的航班，并试图与廉价航空公司开展长期合作，但此举最终失败。在2004年夏季时刻表，保加利亚廉价航空公司贝克斯航空（Bexx-Air）又开办了飞往布尔加斯和索菲亚的航班。2006年7月1日，在经过政治和管理问题上的反复讨论后，机场终于设立管制区。
2006年夏天，德国之翼开始提供航班飞往柏林-舍讷费尔德机场。这条航线在每天早晨和傍晚各一班，以空中客车A319执飞。因此，这一年度的客运量创纪录的达到62,394人次，比上年同期增长了350%。但德国之翼在2011年1月10日停办了这条航线，原因是气候条件导致长期性的飞行改道使得成本增加，以及公司面临机场税上调所带来的亏损 。
在2007年夏季时刻表，途易飞开始在茨韦布吕肯机场开办飞往多个地中海沿岸目的地的航班。至2009年，机场录得340,000人次的年客运量。同年瑞安航空宣布，由于能力不足，该公司自10月30日起停办飞往伦敦-斯坦斯特德机场的航线 。
2010年1月，茨韦布吕肯机场获得法定商用机场地位。2011年6月，机场与萨尔布吕肯机场重启了此前因成本问题而宣告失败的合作谈判。基于政治目标，两座机场应在2012年6月前以“萨尔-普法尔茨机场”（Saar-Pfalz-Airport）的相同概念进行发展。但在2012年2月，欧盟委员会开始对机场展开调查，因为它可能收受了非法的国家补助。自2006年以来，机场一直涉嫌在基础设施和运营方面得到不正当补助，并且德国之翼及瑞安航空也被指控通过机场的低廉收费而获得非公平竞争的优势
。

### 营运数据
| 年份 | 客运量（人次） | 货运量（吨次） | 起降量（架次） |
| ---- | -------------- | -------------- | -------------- |
| 2012 | 242.880        |                | 13.230         |
| 2011 | 223.165        | 125            | 14.500         |
| 2010 | 264,247        | 385.0          | 15,945         |
| 2009 | 338,219        | 85.6           | 20,846         |
| 2008 | 327,012        | 176.6          | 25,459         |
| 2007 | 287,251        | 506.6          | 26,700         |
| 2006 | 78,000         |                | 23,160         |

## 航空公司及航点
| 航空公司       | 目的地                                                                                        |
| -------------- | --------------------------------------------------------------------------------------------- |
| VIA航空        | 季节性包机：布尔加斯                                                                          |
| 大陆喷气航空   | 季节性包机：安塔利亚                                                                          |
| 日耳曼尼亚航空 | 季节性：安塔利亚                                                                              |
| 汉堡航空       | 季节性包机：安塔利亚                                                                          |
| 飞马航空       | 季节性 伊斯坦布尔-萨比哈·格克琴                                                               |
| 途易飞         | 富埃特文图拉岛，大加那利岛，特内里费岛 季节性：安塔利亚，伊拉克利翁，科斯岛，马略卡岛，罗得岛 |

途易飞也会提供部分为德国邮政执飞前往斯图加特和汉诺威的货运航班。